# Amrafel
Amrafel (auch Amraphel) war zur Zeit Abrams König von Schinar, der im Alten Testament in Gen 14,1  und 9  erwähnt wird.

## Etymologie
Die Herkunft des Personennamens אַמְרָפֶל [amraˈɸɛl], deutsch ‚Amrafel‘ ist umstritten. Eine Ableitung des Namens von Ḫammurapi kommt wohl nicht in Frage, weshalb eine Identifizierung mit diesem auch schwer möglich ist. Dagegen lässt sich der Name A-mar-pī-el vergleichen.
Die Septuaginta gibt den Namen als Αμαρφαλ Amarfal wieder, die Vulgata als Amrafel, der Samaritanische Pentateuch als ’Amrāfəl.

## Biblischer Bericht
In Gen 14  wird von einem Krieg der Könige berichtet. Dabei kämpften „Amrafel, der König von Schinar, Arjoch, der König von Ellasar, Kedor-Laomer, der König von Elam, und Tidal, der König der Völker gegen Bera, den König von Sodom, Birscha, den König von Gomorra, Schinab, den König von Adma, Schemeber, den König von Zebojim, und den König von Bela.“ Der Kampf wurde im Siddimtal ausgetragen.

## Rabbinische Tradition
Im Targum Onkelos wird Amrafel als König von Babel bezeichnet. Im Targum Pseudo-Jonathan wird Amrafel mit Nimrod identifiziert und als König von Pontos bezeichnet. Er hätte befohlen, Abraham in den Feuerofen zu werfen. Diese Erzählung findet sich sowohl im Talmudtraktat Eruwin als auch in Genesis Rabba. Dort wird der Name אַמְרָפֶל Amrafel in אםר amar und פל pal zerlegt und als Abkürzung für amar we-hippil „er sagte zu werfen“ gedeutet. Nach dem Jerusalemer Targum ist er ebenfalls König von Pontos.